# 博莱希夫
博莱希夫（羅馬化：Bolekhiv），或按俄语译为博列霍夫，是乌克兰西部伊万诺-弗兰科夫斯克州卡盧什區博莱希夫市镇内的城市及该市镇的行政中心，2020年7月18日前为该州的州辖市。該市距離州府伊万诺-弗兰科夫斯克65公里，面積36.69平方公里，海拔高度365米，2022年人口数量为10,259人。

## 图集

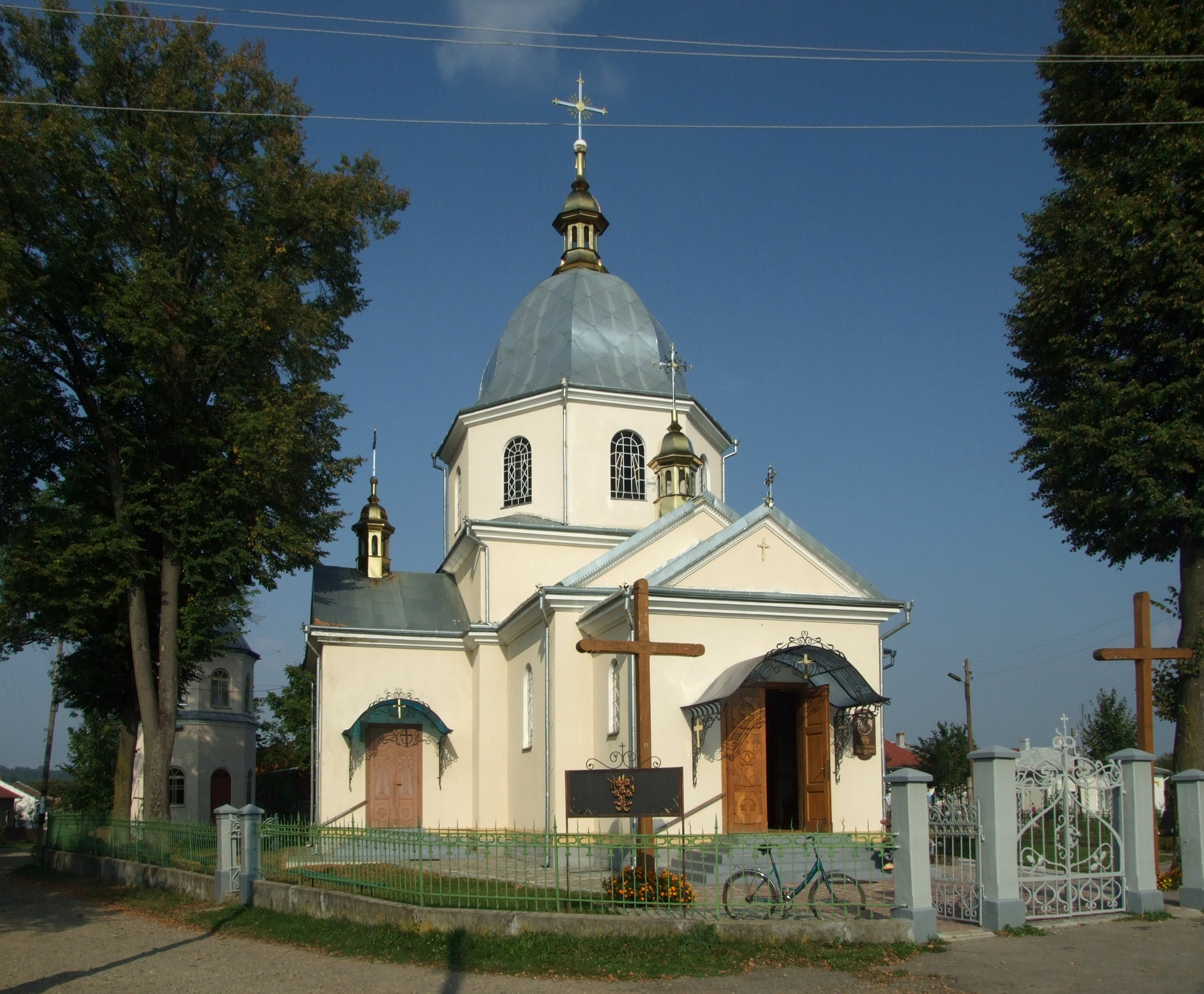
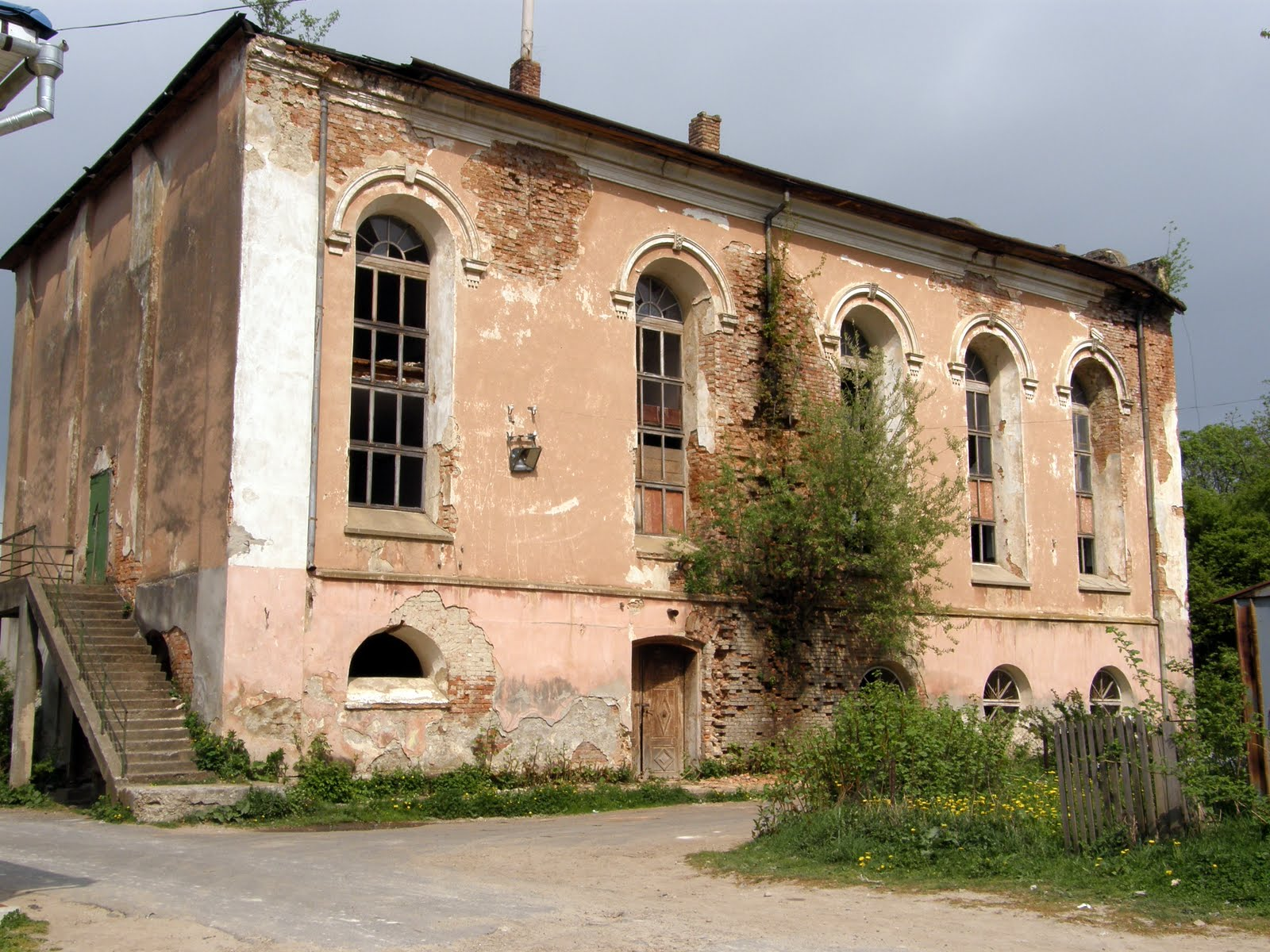
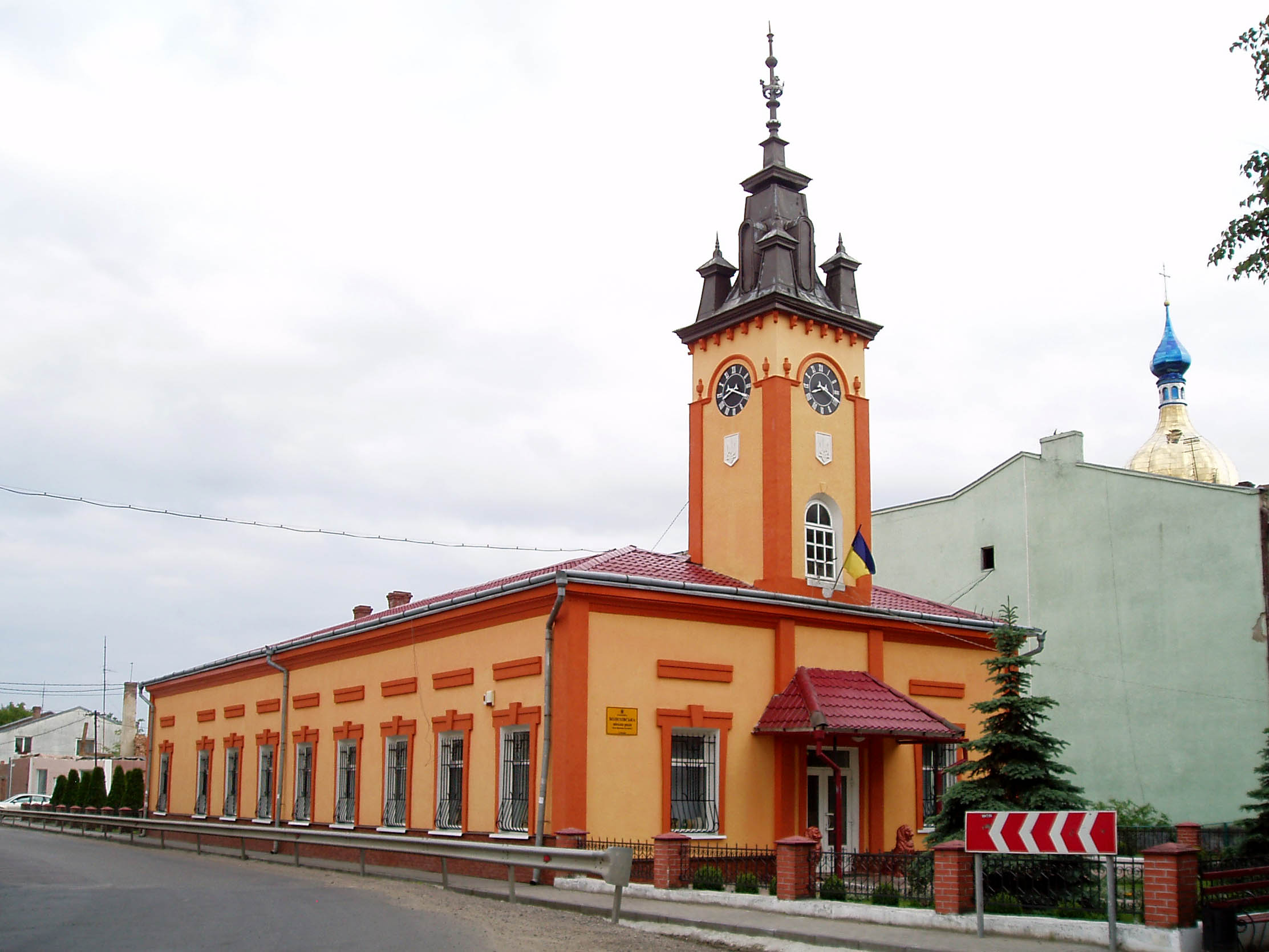
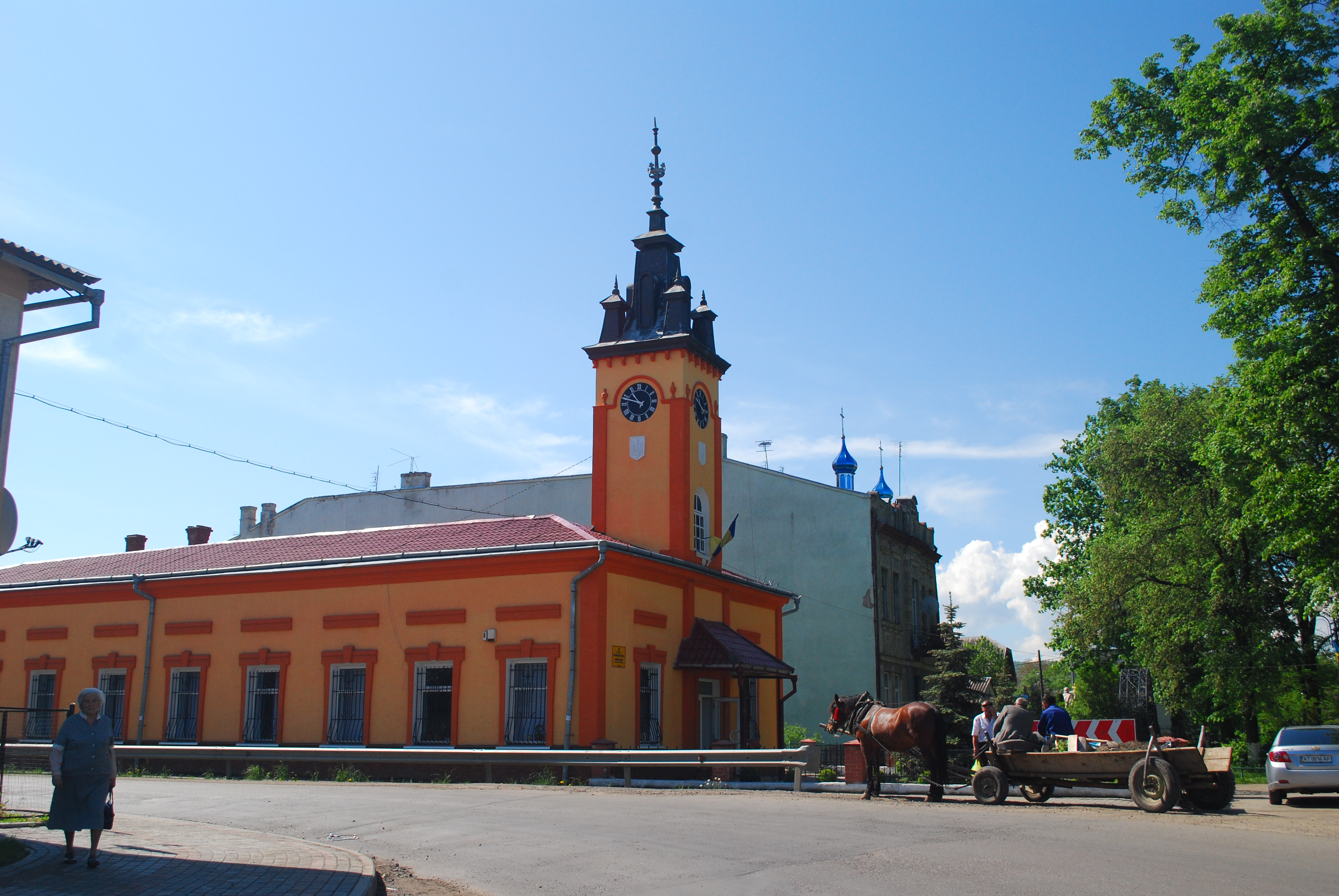